# Ostkreuz (Bildagentur)
Ostkreuz ist eine Berliner Fotografenagentur mit angeschlossenem Bildarchiv. Der Name leitet sich von dem gleichnamigen Verkehrsknotenpunkt in Berlin ab.

## Gründungsgeschichte
Ostkreuz wurde 1990 von sieben Fotografen gegründet. Der Gründung war eine Initiative der Stern-Bildredakteurin Petra Göllnitz vorangegangen. Sibylle Bergemann, Ute und Werner Mahler, Jens Rötzsch, Harald Hauswald, Thomas Sandberg und Harf Zimmermann zählten in der DDR zu bedeutenden Fotografen.
Vorbild für Bildsprache und die genossenschaftliche Berufsorganisationsform war die 1947 in New York gegründete Fotoagentur Magnum.

„1990 veränderte sich alles. Alles war neu. Alles. Wir gründeten Ostkreuz ebenso als Überlebensstrategie wie als Mittel, um gleichgesinnte Personen zusammenzubringen. In diesen frühen Tagen hatten wir keine Ahnung von der Leitung einer Agentur. Wir konnten noch nicht einmal einen Festnetzanschluss bekommen. Also kauften wir in Westberlin ein „mobiles“ Siemens-Telefon für 7000 DM (etwa € 5000 für heutige Verhältnisse). Das war ein Vermögen, und das Telefon war zu wertvoll, um es im Büro liegenzulassen. Es wog über fünf Kilo. Wir wechselten uns ab, es abends mit nach Hause zu schleppen. Aber es war die einzige Möglichkeit, mit uns Kontakt aufzunehmen.“

## Ostkreuz heute
Derzeit gehören der Agentur 25 Fotografen an. Schwerpunkte der an der Autorenfotografie orientierten Arbeit liegen in den Bereichen Porträt, Reportage, Landschaft, Architektur, Reise und Mode. Ostkreuz ist die erfolgreichste von Fotografen selbst geführte Agentur in Deutschland.
Einige Fotografen der Agentur konnten nationale und internationale Preise erringen. 2013 wurde den Fotografinnen und Fotografen der Agentur der Konrad-Wolf-Preis verliehen.

### Ostkreuzschule
Die private Ostkreuzschule für Fotografie und Gestaltung in Berlin-Weißensee ist Partner der Agentur. Die Schule wurde 2004 von Thomas Sandberg und Werner Mahler gegründet. Die Schwerpunkte der dreieinhalbjährigen Ausbildung liegen in der Schulung des fotografischen Sehens, der Erarbeitung und Förderung der eigenen fotografischen Handschrift und des sicheren gestalterischen Umgangs mit dem Medium Fotografie. Diese Kenntnisse werden sowohl für analoge als auch digitale Fotografie in Praxis und Theorie vermittelt.
2007 machte der erste Jahrgang seinen Abschluss. 2010 wies das erste Mal eine eigens erstellte Webseite auf die Ausstellung der Werke der Abschlussklasse hin. Seit 2012 werden die Arbeiten der Abschlussjahrgänge auf eigenen Webseiten unter einem spezifischen Ausstellungsnamen veröffentlicht. 2012 hieß die Ausstellung Echos, 2013 Sieben, 2015 OHO.

## Bekannte Fotografen (Auswahl)
- Johanna-Maria Fritz (* 1994), deutsche Fotografin
- Harald Hauswald (* 1954), deutscher Fotograf
- Andrej Krementschouk (* 1973), russischer Fotograf und Schriftsteller, bis 2011
- Tobias Kruse (* 1979), deutscher Fotokünstler
- Ute Mahler (* 1949), deutsche Fotografin und Hochschullehrerin
- Ina Schoenenburg (* 1979), Fotokünstlerin
- Sibylle Bergemann (1941–2010), deutsche Fotografin

## Dokumentarfilm
- Foto: Ostkreuz, Deutschland 2015. Buch/Regie/Kamera: Maik Reichert. Laufzeit 89 min.[12] Dokumentation über Geschichte und Gegenwart der Bildagentur.